# Kamp-Bornhofen

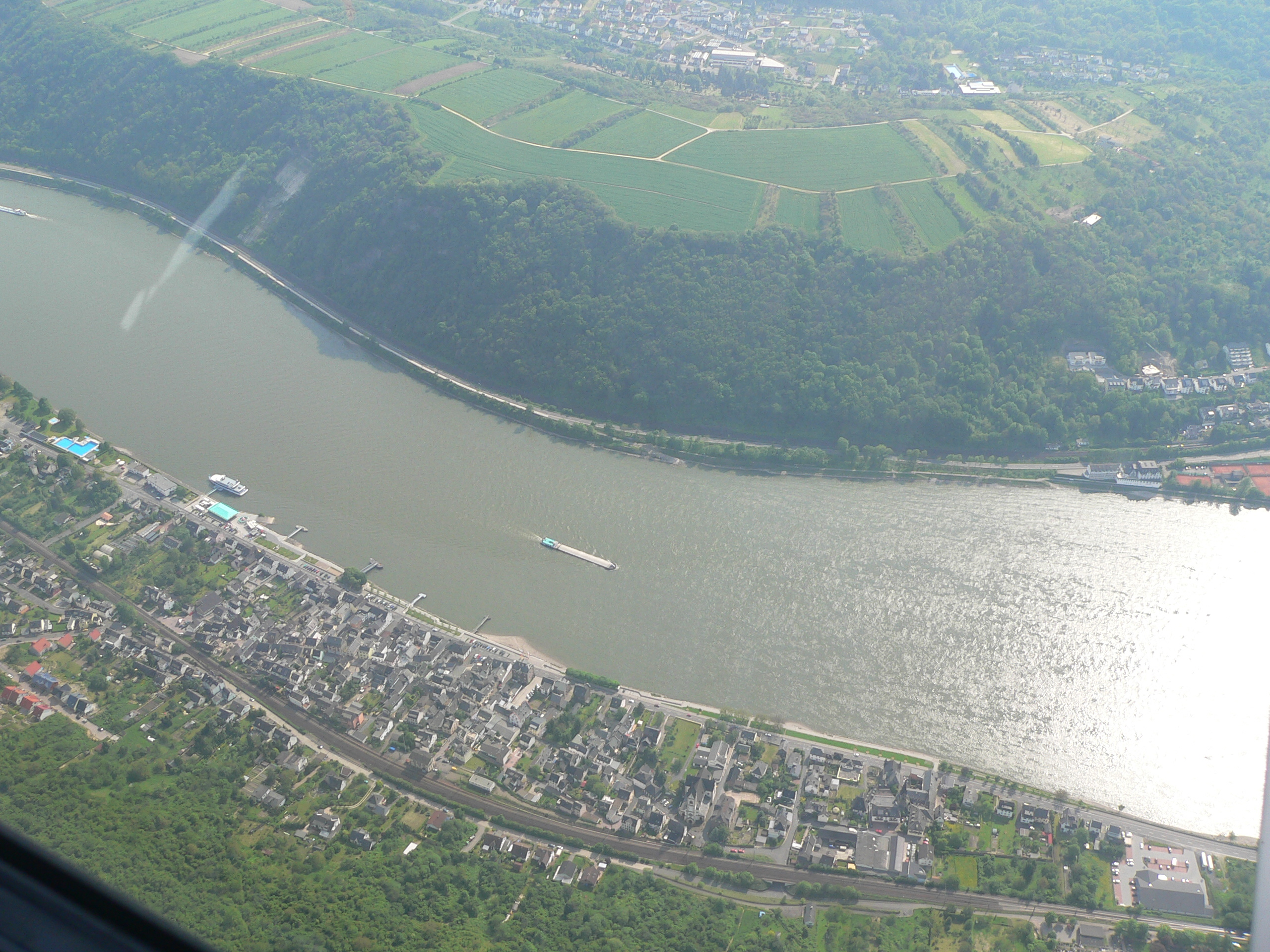
Kamp-Bornhofen aus der Vogelperspektive

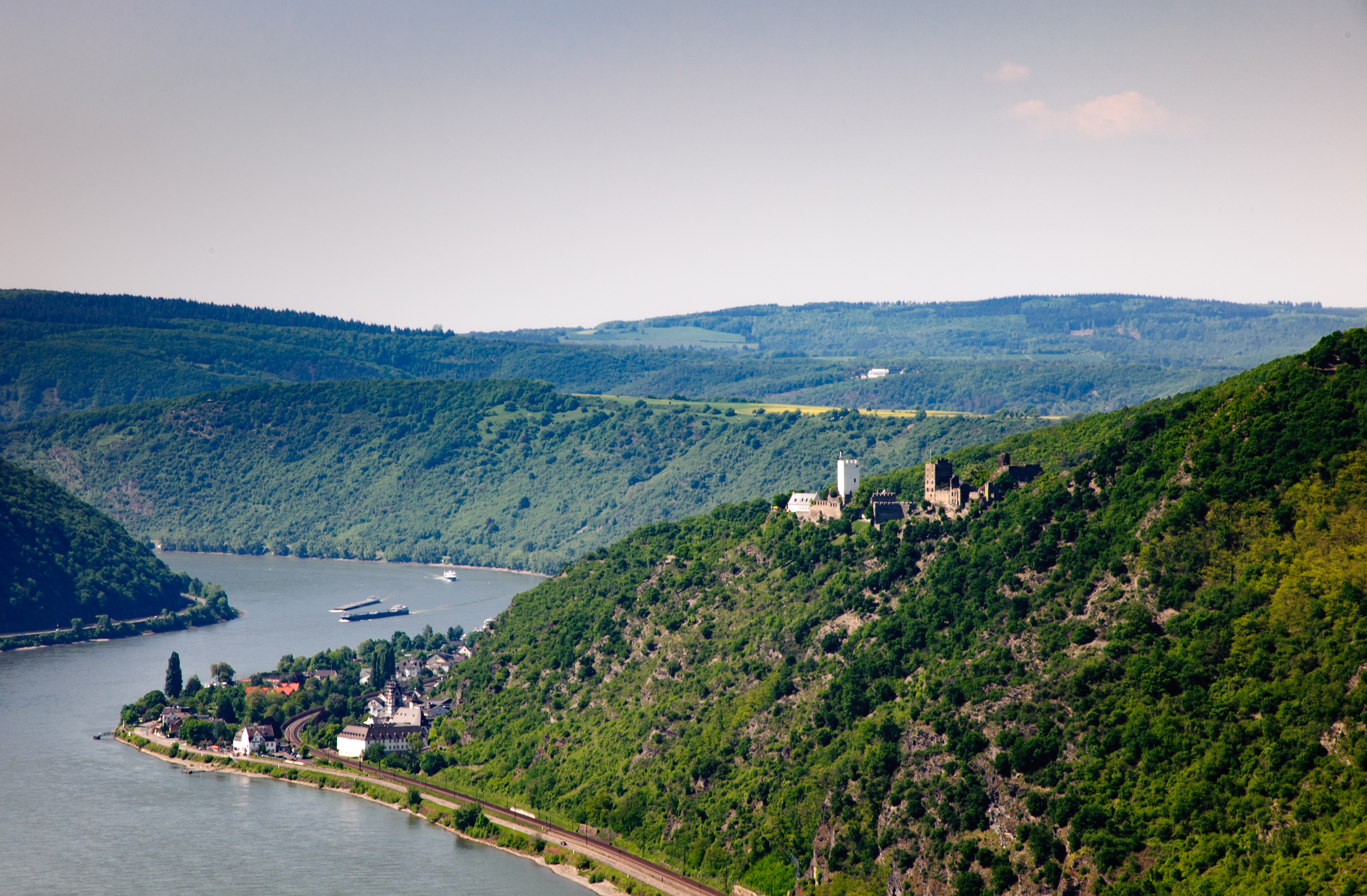
Kamp-Bornhofen mit den „Feindlichen Brüdern“

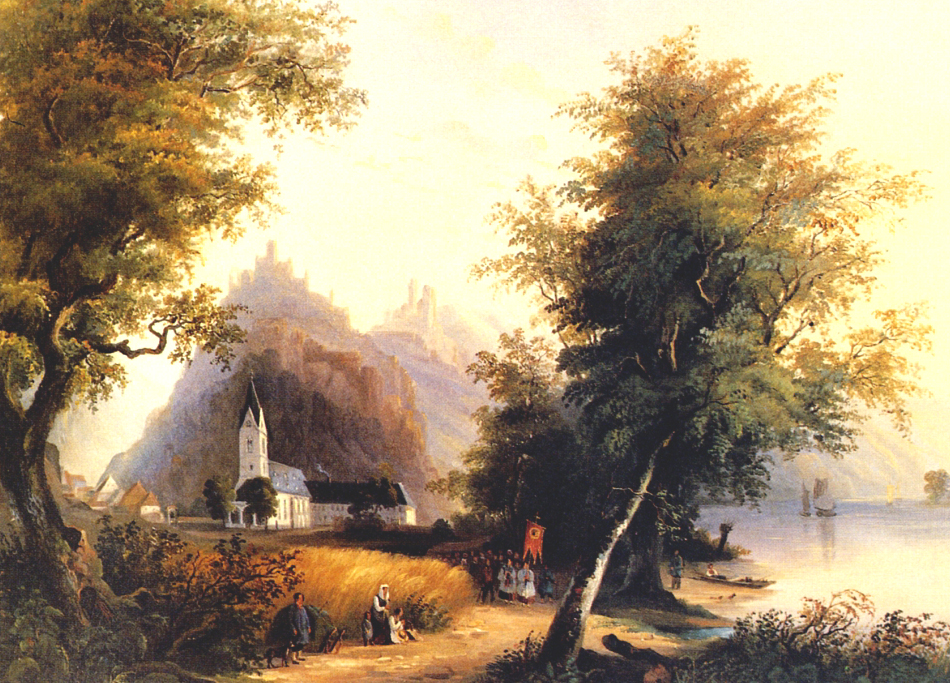
Ölgemälde „Die feindlichen Brüder bei Bornhofen am Rhein mit Kloster und Dorfansicht“ von dem 21-jährigen Karl Bodmer. Um 1830, Privatbesitz. Das Bild zeigt das ehemalige Kapuzinerkloster mit der Wallfahrtskirche von Bornhofen, eine Prozession, den Rhein und die Burgen Sterrenberg und Liebenstein. Da die Burg Sterrenberg seit dem Jahr 1320 zum kurtrierischen Bezirk gehörte, wurde sie gegen die nahe gelegene Burg Liebenstein stark befestigt; das führte später zu der Legende von den feindlichen Brüdern.

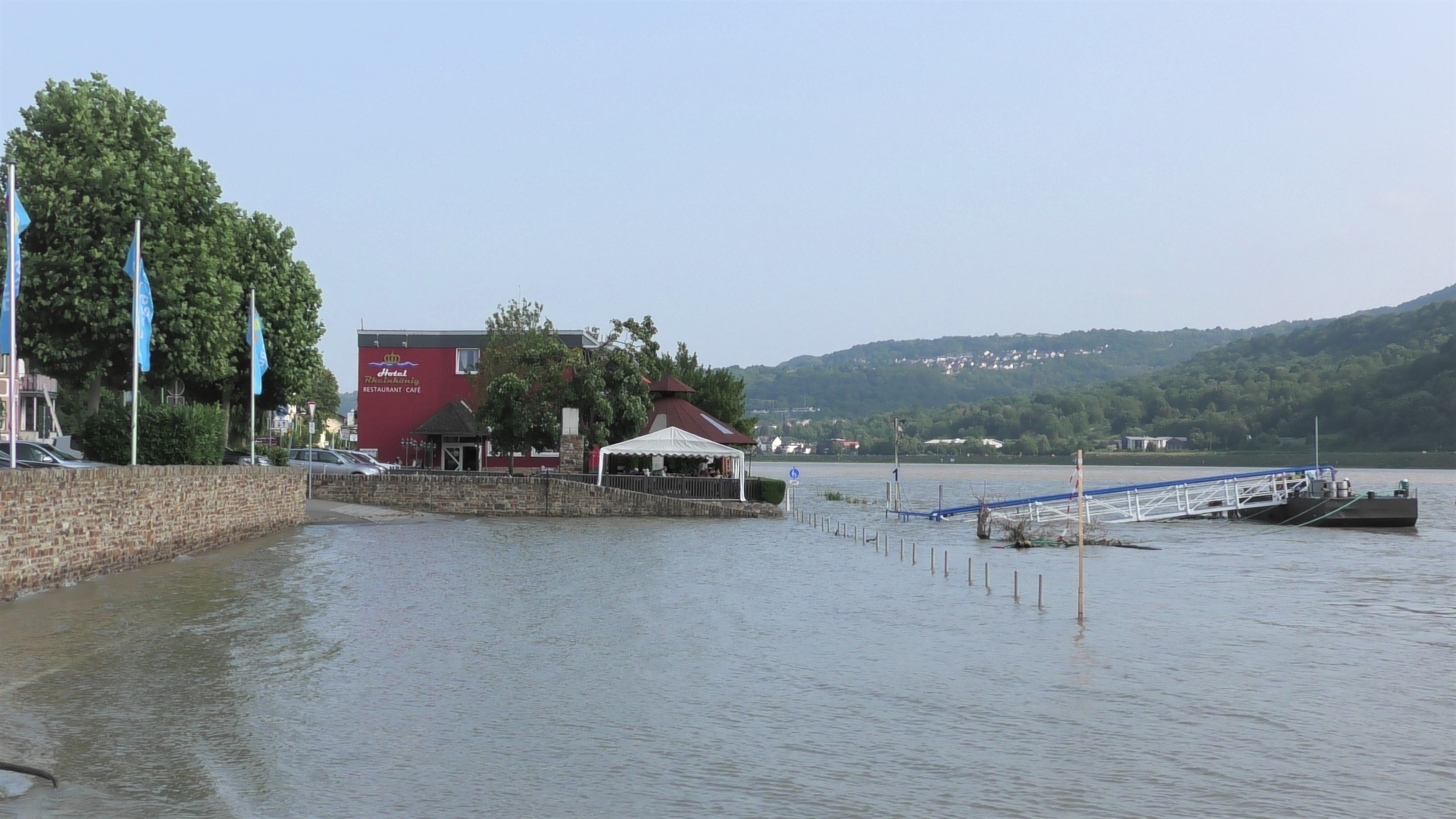
Restaurant und Hotel Rheinkönig bei Hochwasser

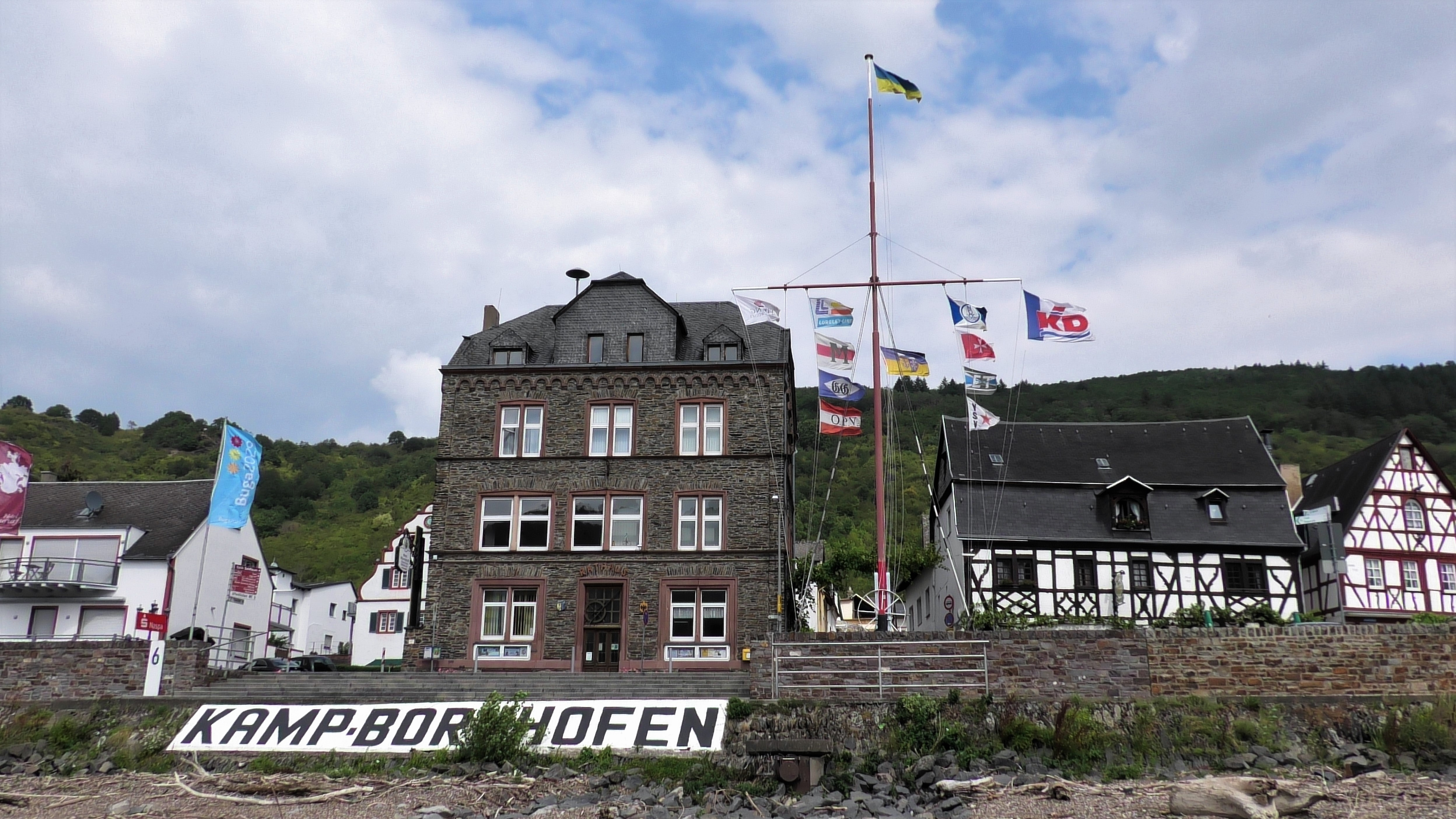
Rathaus von Kamp-Bornhofen

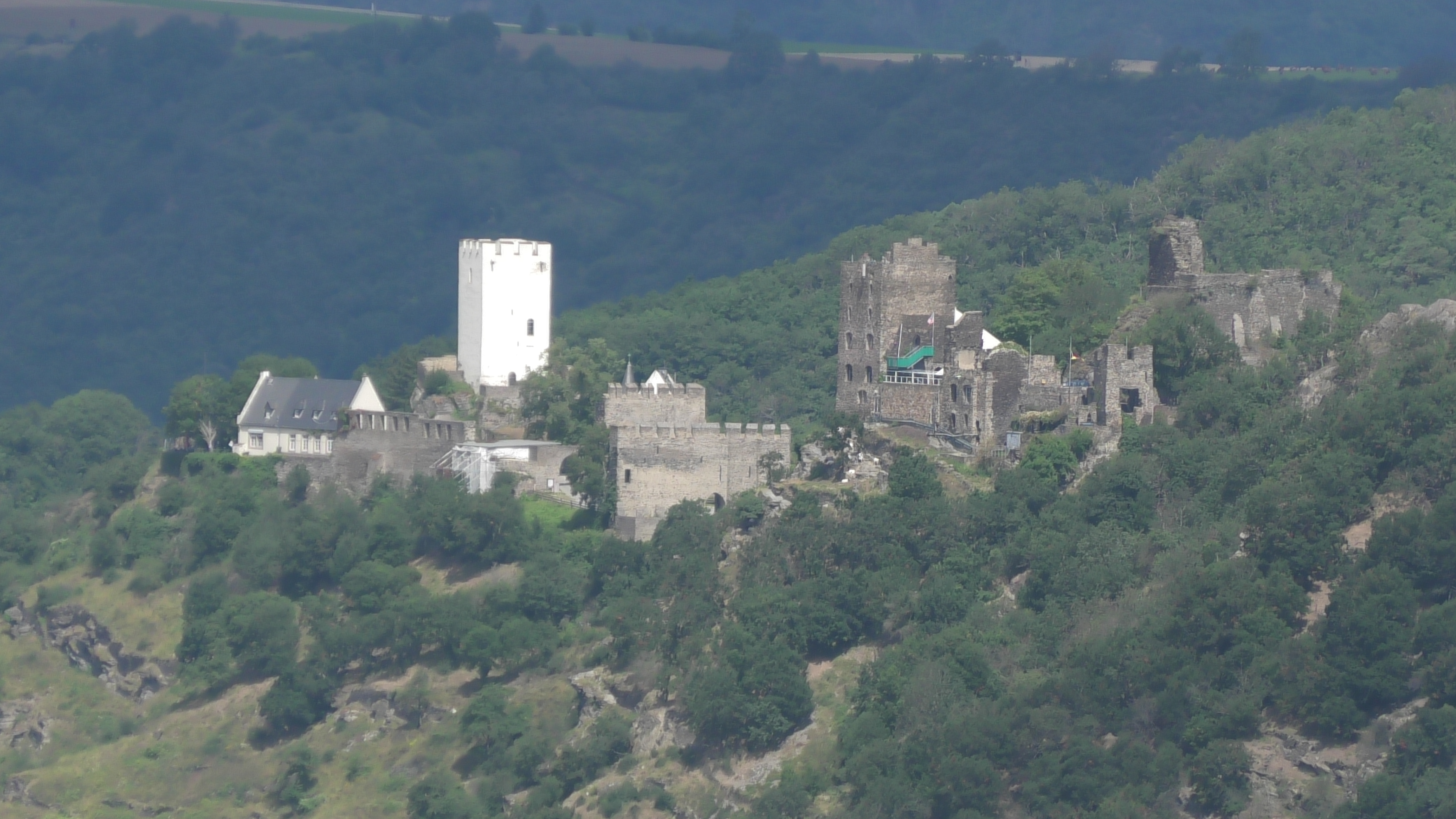
„Die Feindlichen Brüder“

Kamp-Bornhofen ist eine Ortsgemeinde im Oberen Mittelrheintal im Rhein-Lahn-Kreis in Rheinland-Pfalz. Sie gehört der Verbandsgemeinde Loreley an. Bekannte Bauwerke sind die Feindlichen Brüder und das Wallfahrts-Kloster Bornhofen.

## Geographie
Kamp-Bornhofen liegt am Rhein im UNESCO-Welterbe Oberes Mittelrheintal.

## Geschichte
Bornhofen wurde erstmals 949, der Ortsteil Kamp im 11. Jahrhundert als „Cambo“ erstmals urkundlich erwähnt. Im frühen 11. Jahrhundert übereignete Kaiser Konrad II. einen „Hof zu Kamp“ den Stiftsherren von Limburg an der Lahn. Das Marien-Wallfahrtskloster Bornhofen besteht seit dem Jahr 1224.
Als die benachbarte freie Reichsstadt Boppard im Jahr 1327 ihre Reichsunmittelbarkeit verlor und durch König Heinrich VII. an seinen Bruder, den Erzbischof Balduin von Trier, verpfändet wurde, gelangte der Ort aufgrund seiner Zugehörigkeit zum Bopparder Reich ebenfalls an das Kurfürstentum, bei dem es bis zum Einmarsch Napoleons als Teil des Oberamtes Boppard verblieb. Nach dem Reichsdeputationshauptschluss 1803 und der damit verbundenen Auflösung geistlicher Gebiete – so auch Kurtrier – kam Kamp an das neugegründete Herzogtum Nassau. Nach dem Wiener Kongress kam der Ort endgültig an Nassau, welches wiederum 1866 von Preußen annektiert wurde.
Am 25. März 1945 wurde der Ort von amerikanischen Truppen besetzt, nach dem Krieg gehörte Kamp zur französischen Besatzungszone.
Erst 1936 wurde der Namenswechsel von Camp zu Kamp (amtliche Schreibweise 1939 Kamp (Rhein)) vollzogen. Seit 1947 ist der Ort Teil des Landes Rheinland-Pfalz. Am 23. März 1949 wurde die Gemeinde in Kamp-Bornhofen umbenannt, im gleichen Jahr wurde ein Antrag auf Verleihung der Stadtrechte abgelehnt.
Die Gemeinde gehörte von 1972 bis 2012 der Verbandsgemeinde Braubach an, seitdem gehört sie zur Verbandsgemeinde Loreley. Des Weiteren war Kamp bis 1969 Teil des Loreleykreises und gehört seitdem zum Rhein-Lahn-Kreis.

## Politik

### Gemeinderat
Der Gemeinderat in Kamp-Bornhofen besteht aus 16 Ratsmitgliedern, die bei der Kommunalwahl am 9. Juni 2024 in einer personalisierten Verhältniswahl gewählt wurden, und dem ehrenamtlichen Ortsbürgermeister als Vorsitzendem.
Die Sitzverteilung im Gemeinderat:
| Wahl | SPD | CDU | WfKB | FBL | Gesamt   |
| ---- | --- | --- | ---- | --- | -------- |
| 2024 | 10  | –   | 6    | –   | 16 Sitze |
| 2019 | 10  | –   | 6    | –   | 16 Sitze |
| 2014 | 11  | 3   | –    | 2   | 16 Sitze |
| 2009 | 11  | 3   | –    | 2   | 16 Sitze |
| 2004 | 10  | 4   | –    | 2   | 16 Sitze |

- WfKB = WIR für Kamp-Bornhofen e. V.
- FBL = Freie Bürgerliste Kamp-Bornhofen

### Bürgermeister
Ortsbürgermeister von Kamp-Bornhofen ist seit 2006 Frank Kalkofen (SPD). Bei der Direktwahl am 26. Mai 2019 wurde er mit einem Stimmenanteil von 81,90 % und am 9. Juni 2024 als einziger Bewerber mit 72,5 % jeweils für fünf Jahre wiedergewählt. Kalkofen folgte Roger Lewentz, der von 1994 bis 2006 das Amt ausübte.

### Wappen
Die Blasonierung des Wappens lautet: „Unter silbernem Schildhaupt mit blauem Schräglinksstrom, rechts in Gold ein gesenkter blauer Anker, links in Blau eine silberne Lilie“. Es wurde 1949 genehmigt.

### Gemeindepartnerschaften
Seit 1996 wird mit dem französischen Urzy eine Partnerschaft gepflegt.

## Religion
Im Februar 2018 wurde Kamp-Bornhofen Sitz der neu gegründeten römisch-katholischen Pfarrei „Heilige Elisabeth von Schönau“ im Bistum Limburg, zu der sich die zehn ehemals selbständigen Pfarreien St. Martin (Osterspai), St. Margaretha (Filsen), St. Nikolaus (Kamp-Bornhofen), St. Jakobus der Ältere (Dahlheim), St. Georg (Kestert), St. Martin (Wellmich), St. Johannes der Täufer (St. Goarshausen), St. Nikolaus (Kaub), St. Peter und Paul (Nastätten) sowie St. Florin (Strüth) zusammengeschlossen haben.
Die neue Pfarrei betreut damit rund 8100 Katholiken.

## Kultur und Sehenswürdigkeiten

### Katzenelnbogen
1194 werden Weinberge als Lehen der Grafen von Katzenelnbogen im Besitz des Konrad Wolf in Kamp bezeugt. Das Stifterbild des 1435 geschaffenen Kamp-Bornhofener Flügelaltars, der heute im Rheinischen Landesmuseum Bonn steht, zeigt das einzige natürliche Abbild eines katzenelnbogener Grafen, Graf Philipps des Ältern von Katzenelnbogen.

### Museen
Seit 1968 besteht das Flösser- und Schiffermuseum, das Exponate der Flößerei und Dampfschifffahrt zeigt. Das Museum befindet sich in Trägerschaft des 1888 gegründeten Flösser- und Schifferverein Kamp-Bornhofen e. V.

### Sehenswürdigkeiten
Burg Liebenstein und Burg Sterrenberg, genannt Feindliche Brüder, liegen rechtsrheinisch unmittelbar beieinander oberhalb von Bornhofen. Sterrenberg, die nördlichere der beiden Anlagen, entstand bereits im 11. Jahrhundert. Die jüngere Burg Liebenstein wurde erst zwischen 1284 und 1290, möglicherweise zunächst als Vorwerk zu Sterrenberg, erbaut.
Es geht die Sage, dass hier zwei Brüder mit ihren Schwertern um die Liebe einer Frau gekämpft haben. Heinrich Heine hat den beiden Brüdern in seinem Gedicht Zwei Brüder ein literarisches Denkmal gesetzt.
Das Franziskanerkloster Bornhofen mit Marien-Wallfahrtskirche wird jährlich von etwa 200.000 Pilgern besucht, darunter auch die Teilnehmer einer Schiffsprozession, für die Guido Görres das bekannte Wallfahrtslied Geleite durch die Welle das Schifflein treu und mild gedichtet hat, das Caspar Aiblinger vertont hat. Die Marienkirche wurde erstmals im Jahr 1224 urkundlich erwähnt. Die heutige, zweischiffige Wallfahrtskirche entstand von ca. 1400 bis 1435. Besondere Ausstattungsstücke sind das Marienbildnis aus dem 15. Jahrhundert und der 1765 errichtete Marmor-Hochaltar. Seit 1890 leiten die Franziskaner das Kloster.
Siehe auch: Liste der Kulturdenkmäler in Kamp-Bornhofen

### Wanderwege und Tourismus
Burgenwanderweg und Rheinsteig. In Kamp-Bornhofen befindet sich eines der wenigen Freibäder im Mittelrheintal.

## Verkehr

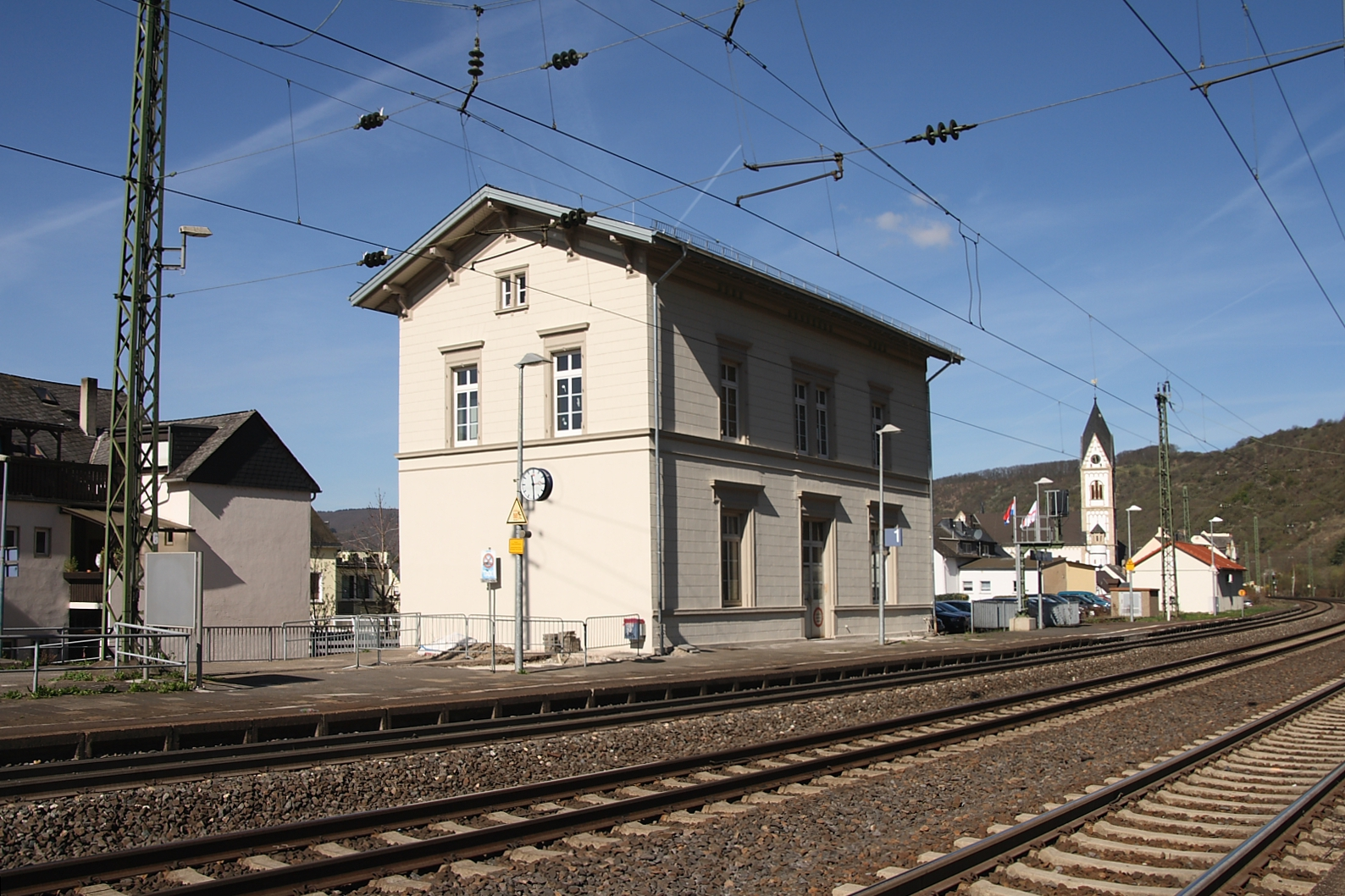
Bahnhof Kamp-Bornhofen

Kamp-Bornhofen liegt direkt an der Bundesstraße 42, die rechtsrheinisch das Rheintal durchläuft.
Der Bahnhof Kamp-Bornhofen liegt an der rechten Rheinstrecke und bindet den Ort im Personennahverkehr mit Zügen der Linie RB 10 Rheingau-Linie (Neuwied–Koblenz-Stadtmitte–Koblenz Hbf–Filsen–Kamp-Bornhofen–St. Goarshausen–Wiesbaden Hbf–Frankfurt-Höchst–Frankfurt-Hauptbahnhof) ein.

## Persönlichkeiten

### In Kamp-Bornhofen geboren
- Winfried Monschauer (1949–2022), Historiker
- Christian Roos (1826–1896), Theologe, Bischof von Limburg und Erzbischof von Freiburg
- Nikolaus Schweickart (* 1943), Jurist, Manager der Chemiebranche und „Botschafter“ der „Initiative Neue Soziale Marktwirtschaft“
- Paulina Wagner (* 1997), deutsche Schlagersängerin und DSDS-Teilnehmerin

### Mit Kamp-Bornhofen verbunden
- Franz Klomp (1865–1946), deutsch-niederländischer Architekt des Historismus, verstarb in Kamp-Bornhofen
- Roger Lewentz (* 1963), Politiker (SPD), Innenminister von Rheinland-Pfalz, lebt in Kamp-Bornhofen
- Georg Weimer (1909–1999), hauptamtlicher Bürgermeister in Kamp von 1948 bis 1950